# 교황 베네딕토 12세
교황 베네딕토 12세(라틴어: Benedictus PP. XII, 이탈리아어: Papa Benedetto XII)는 제197대 교황(재위: 1334년 12월 30일 - 1342년 4월 25일)이다. 본명은 자크 푸르니에(프랑스어: Jacques Fournier)이다. 그는 아비뇽 유수의 세 번째 교황이다. 그는 족벌주의를 배격하고 수도회 개혁에 노력하였다. 로마나 볼로냐로 거처를 옮기지 못하자 그는 아비뇽에 거대한 궁전을 짓도록 하였다. 그는 한때 교황 요한 22세가 가졌던 생각과는 달리 공심판 전에도 영혼들이 지복직관을 누릴 수 있다고 말함으로써 지복직관에 대한 논쟁을 해결하였다. 그는 서방 교회와 동방 교회를 다시 일치하려고 시도했으나 실패하였으며, 신성 로마 제국 황제 루트비히 4세와도 의견을 좁히지 못했다.

## 생애 초기
자크 푸르니에의 유년 생활에 대해서는 거의 알려져 있지 않다. 1280년대 무렵 프랑스 사베르됭에서 가난한 집안의 아들로 태어난 그는 시토회 수사가 되어 고향을 떠나 파리 대학교에 수학하였다. 1311년 퐁프루아드 수도원의 수도원장이 된 그는 조직에 대한 뛰어난 통솔력을 보여주었다. 1317년 그는 파미에의 주교로 서품받았다. 주교로 재직하면서 그는 카타리파 이단자들을 철저하게 수색함으로써 교황 요한 22세가 이단 심문에 대해 자문을 구할 정도로 종교 지도자로서 명성은 얻었지만, 지역 주민들과의 관계는 소원해졌다. 그렇지만 그는 유죄를 고백하는 이단자들에게는 관대히 처분을 내렸다.
그는 아리에주 주 몽타유에 은거한 카타리파 일당을 심문할 때, 이를 기록으로 남겨 나중에 로마로 가져가서 바티칸 도서관에 비치하였다. 장 뒤베르누와에 의해 정리된 그의 이단 심문 기록을 토대로 나중에 미시사의 개척자인 프랑스 학자 엠마뉘엘 르 루아 라뒤리에 의해 《몽타유―중세 말 남프랑스 어느 마을 사람들의 삶》(Montaillou, village occitan)이라는 민속보고서로 작성되었다.
1326년, 프랑스 남부에 남은 마지막 이단을 근절하는데 성공한 그는 미르푸아의 주교가 되었으며, 1년 후인 1327년에는 추기경에 서임되었다.

## 교황

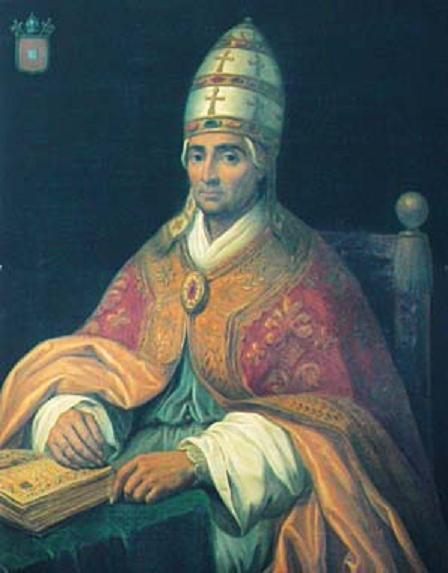
교황 베네딕토 12세의 초상화

1334년 콘클라베에서 푸르니에는 교황 요한 22세의 뒤를 이어 교황으로 선출되었다. 12월 13일 소집된 콘클라베는 신속하게 끝날 것처럼 보였다. 당시 유력한 후보자였던 포르토의 교구장 장레몽 드 코망쥬 추기경이 단지 로마로 교황청을 다시 옮기지 않는다는 약속만 한다면 3분의 2 이상의 추기경들이 그에게 표를 던질 참이었다. 그렇지만 코망쥬는 자신의 당선을 위해 어떠한 사전 약속을 하는 것도 거부하였다. 그러자 콘클라베는 당초 예상보다 길어졌다. 푸르니에가 말했다시피 추기경들은 분명 평판이 다른 인물들에 비해 높은 인물에게 표를 던질 준비가 되어 있었는데, 이는 달리 말하면 유력한 후보들이 많이 있었다는 셈이 된다. 콘클라베가 시작한 지 8일째 되는 날인 1334년 12월 20일 저녁 성무일도를 바친 후 시토회 출신 교황 자크 푸르니에가 교황으로 선출되었다.

## 정치와 활동
베네딕토 12세는 전임자의 정책을 따르지 않고 변화를 도모한 개혁 교황이었다. 그는 신성 로마 제국의 루트비히 4세 황제와 화해하고 당시 로마 교황청과 불편한 관계에 있었던 프란치스코회와 가급적 타협을 보았다. 그는 수도회들의 사치를 단속하려고 했으나 큰 성과를 거두지는 못했다. 또한 그는 아비뇽 교황청 건설을 지시했다.
베네딕토 12세는 재임기간 대부분을 신학 문제에 할애하였다. 지복직관(至福直觀)과 관련해서 요한 22세가 최후의 심판 때에 가서야 지복직관을 향유한다고 한 데 반하여 그는 1336년 교황 헌장 《찬양하올 하느님》(Benedictus Deus)을 반포하여 죄 없이 죽은 영혼은 직접 천국에 들어가 지복직관(至福直觀)을 누린다는 교리를 공식적으로 반포하였다. 일부에서는 그가 원죄 없는 잉태에 반대했다고 주장이 있지만, 분명치 않다. 베네딕토 12세는 오컴의 윌리엄과 마이스터 에크하르트 등 당대의 유명한 인물들과 오랫동안 신학적 논쟁을 벌였다.
베네딕토 12세는 프랑스인으로 태어났으나 프랑스나 프랑스 국왕 필리프 6세에 대하여 특별한 애착심을 갖고 있지 않았다. 교황 재위 첫날부터 그와 필리프 6세의 관계는 원만하지 못했다. 필리프 6세의 스코틀랜드 침공 계획을 들은 베네딕토 12세는 이 싸움에선 장차 잉글랜드 왕 에드워드 3세가 승리할 것이라고 내다봤다.

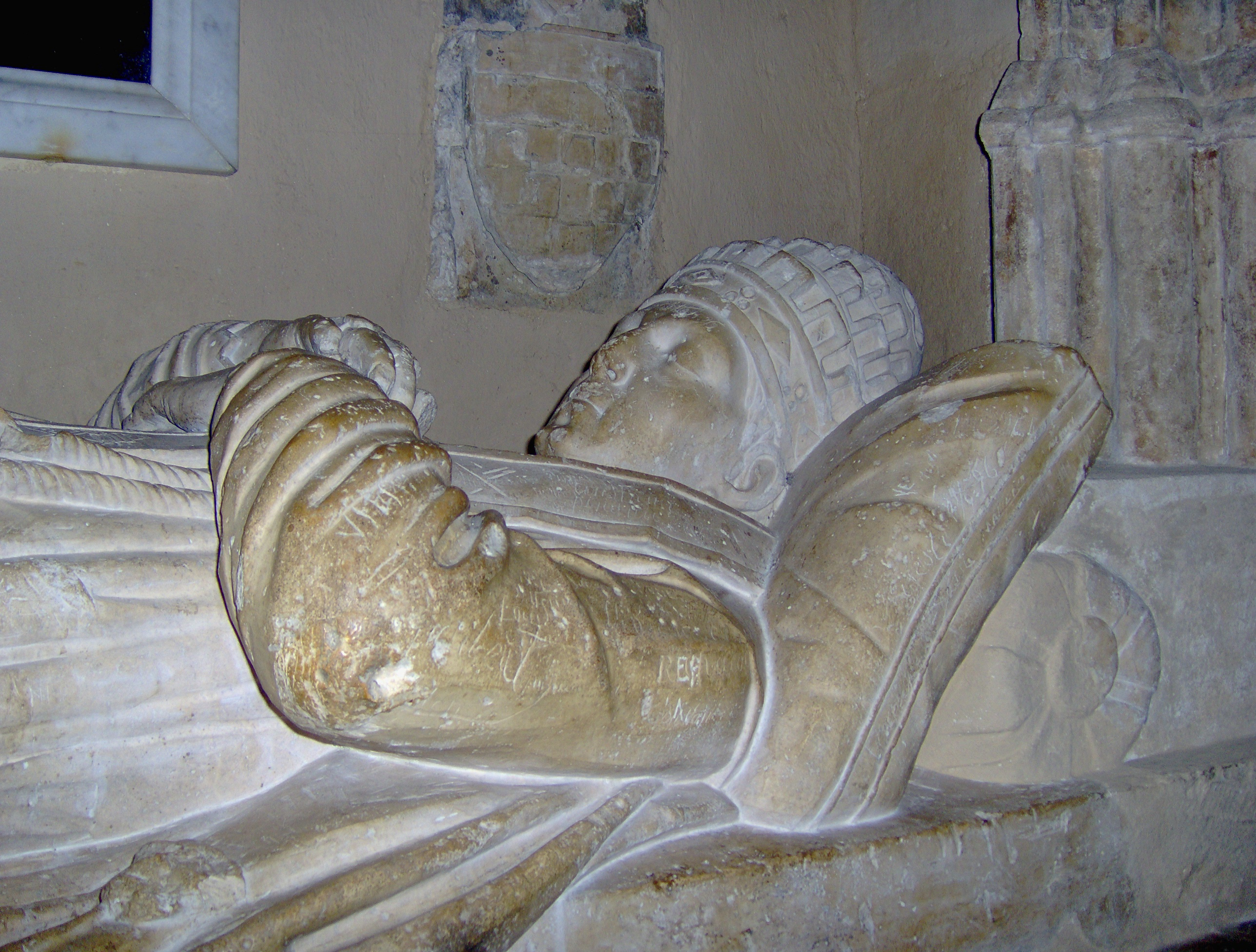
아비뇽 대성당의 교황 베네딕토 12세의 무덤